# Lethedon setosa
Lethedon setosa är en tibastväxtart som först beskrevs av Cyril Tenison White, och fick sitt nu gällande namn av André Joseph Guillaume Henri Kostermans. Lethedon setosa ingår i släktet Lethedon och familjen tibastväxter. Inga underarter finns listade i Catalogue of Life.